# Gábor melitenei úr
Gábor melitenei úr (örményül: Գաբրիել Մալաթիացի; ? – 1102 vagy 1103. szeptember 18.) örmény előkelő, bizánci tisztségviselő, 1087–1103 között Melitene uralkodója.

## Élete
Gábor melitenei úr származásáról és vallásáról nem lehet biztosat tudni. A keresztes háborúk krónikásai közül Edesszai Máté egyáltalán nem ejt szót erről; Aacheni Albert és Ibn al-Aszír muszlim történetíró egyszerűen „örménynek” mondja. Szíriai Mihály „görögnek” nevezi, de nem egyértelmű, hogy ezt nemzetiségére vagy hitére érti. Türoszi Vilmos tanúsága szerint Gábor melitenei úr „születése, nyelve és szokásai szerint örmény, de vallása szerint görög.” Steven Runciman történész ezzel egybevágóan azt írja, hogy Gábor melitenei úr örmény származása ellenére nem a különvált örmény egyházhoz tartozott, hanem a bizánci ortodox kereszténységet gyakorolta.
Gábor nagyúr bizánci tisztségviselőként kezdte pályafutását, feljebbvalója Philaretosz Brakhamiosz bizánci hadvezér volt. Hetum fia Torosz személyében Philaretosz Brakhamiosz a saját emberét nevezte ki Melitene város kormányzójának; Toroszt előbb az örmény Hareb, majd Balatianosz, végül pedig Gábor követte a település élén. Torosz edesszai úrhoz hasonlóan feltehetően ő is az egyik legmagasabb bizánci udvari tisztséget, a kuropalatész (görögül: κουροπαλάτης) címet viselte. Gábor 1087-ben függetlenedett a Bizánci Birodalomtól, miután felismerte, hogy a bizánciak nem képesek megvédeni a várost a szaracénoktól. Szuverenitását elismertette a kalifával is. Melitene uralkodójaként Gábor nagyúr a kényes külpolitikai egyensúly fenntartásán fáradozott: legitimitását a bizánci udvartól kapta, ezért ápolta a bizánci kapcsolatokat, ugyanakkor elismerte a környező török törzsfők uralmát. Hatalmát és pozícióját ennek ellenére folyamatosan veszélyeztették a danismend törökök betörései; ráadásul a nagyúr népszerűtlen volt az uralma alatt élő, nagy számú szír keresztény lakosság körében. Ellentétéhez a szírekkel többek között az is hozzájárult, hogy árulásért kivégeztette egyik püspöküket.
1097-ben a danismendek ostrom alá vették a várost, de I. Kilidzs Arszlán rúmi szultán, a danismendek befolyásának növekedését megakadályozandó, szintén Melitene alá vonult csapataival, és többször összecsapott az ostromlókkal. A több hónapon át tartó ostromnak végül az első keresztes hadjárat vetett véget: a rúmi szultán kénytelen volt fegyverszünetet kötni a danismendekkel, hogy a Nikaiát fenyegető keresztesek ellen vonulhasson.
1100 nyarán Gábor melitenei úr a keresztesek segítségét kérte Gázi Gümüstekin danismend emír támadásának elhárításához. Az emír korábban három nyáron keresztül fosztogatott a nagyúr birtokain, de 1100 nyarára a keresztesek megszilárdították annyira a hatalmukat a Szentföldön, hogy segítséget nyújthassanak az örményeknek. A melitenei uralkodó I. Bohemund antiochiai fejedelemhez folyamodott, és a törökök visszaveréséért cserébe felajánlotta neki városát, valamint Morfia nevű leánya kezét. Az antiochiai fejedelem és unokatestvére, Salernói Richárd háromszáz lovag és egy osztag gyalogos élén indultak Melitene felmentésére; a danismendek azonban lesből rájuk támadtak: a katonákat megölték, az antiochiai fejedelmet és unokatestvérét rabságba hurcolták. Gázi Gümüstekin emír a rajtaütés másnapján Melitene falai alá vonult, de I. Balduin edesszai gróf és a keresztesek jövetelének hírére meghátrált a keresztények elől, és visszatért saját uradalmába. Gábor nagyúr felszabadítóként üdvözölte az edesszai grófot, és elismerte fennhatóságát. A gróf ötven lovagot hagyott hátra a városban; segítségükkel néhány hónappal később a meliteneiek sikeresen visszavertek egy újabb danismend támadást.
1101-ben II. Balduin edesszai gróf feleségül vette Gábor melitenei nagyúr Morfia leányát. A frank származású II. Balduin gróf az időközben jeruzsálemi királlyá koronázott I. Balduin unokatestvére, egyben utódja volt Edessza élén. A melitenei uralkodó gazdag hozományt adott lányával; és később is jelentős összeggel – 30 000 bizánci arannyal – támogatta állandó pénzszűkében lévő vejét.
1103-ban II. Balduin edesszai gróf tárgyalásokat kezdeményezett a danismend emírrel I. Bohemund fejedelem szabadon bocsátásáról. Még zajlottak a tárgyalások, mikor a danismendek támadást intéztek Melitene ellen; és II. Balduin nem segített apósának és városának. Steven Runciman történész szerint II. Balduin azért nem avatkozott be, mert a foglyokkal kapcsolatos egyezkedések közepette „nem akarta megsérteni az emírt.” Ezzel szemben Alan Murray, aki egy évvel korábbra, 1102-re datálja a danismend támadást, azzal magyarázza II. Balduin segítségnyújtásának elmaradását, hogy az edesszai gróf ekkor nem tartózkodott Edesszában, mert 1102 augusztusában elindult volt Palesztinába. Melitene szeptember 18-án danismend kézre került, a nagyúr egyik vára azonban kitartott. A törökök felszólították Gábor nagyurat: parancsolja meg katonáinak, hogy adják fel a várat. Amikor a várvédők megtagadták a parancsot, a danismendek saját várának tövében kivégezték Gábor nagyurat, akit Melitene uraként így Gázi Gümüstekin danismend emír követett.

### Házassága és gyermekei
Gábor melitenei úr feleségének neve és kiléte nem ismert. A korabeli források két leány-, és egy fiúgyermekükről tesznek említést:
- ismeretlen nevű leány († 1098), Torosz edesszai úr felesége;[16]
- Morfia († 1126 vagy 1127), II. Balduin edesszai gróf és jeruzsálemi király felesége;
- Niképhorosz († 1136 után).[17]

A fiúgyermekre Ibn al-Aszír krónikás „II. Balduin sógoraként” hivatkozik; talán azzal a Niképhorosszal azonos, akit egy 1136-os oklevél Melisenda jeruzsálemi királynő anyai nagybátyjának (Nichiborus avunculus regine) nevez. Alan Murray történész feltételezése szerint Niképhorosz Melitene eleste után sógora és nővére udvarában keresett menedéket, és később is Morfia kíséretében maradt.
Orderic Vitalis történetíró egy megjegyzéséből arra lehet következtetni, hogy Gábor melitenei nagyúrnak volt még egy leánya, aki I. Leó kilikiai örmény fejedelemmel kötött házasságot. Minthogy erre vonatkozóan egyetlen más forrásban sincs utalás, valószínű, hogy a krónikás tévedett a rokoni viszonyok felrajzolásakor.